# René-Gustave Nobécourt
 (avril 2025).
Pour les articles homonymes, voir Nobécourt.
René-Gustave Nobécourt, né le 24 janvier 1897 à Envermeu et mort le 10 mars 1989 à Rouen, est un journaliste et historien français.

## Biographie
Il combat pendant la Première Guerre mondiale au sein du 28e régiment d'infanterie. Il y est blessé le 31 juillet 1917, au Poteau d'Ailles (Chemin des Dames), ainsi que le 9 août 1918 à Gournay-sur-Aronde.
Après la guerre, il achève ses études à l'Institut catholique de Paris et à la Sorbonne.
Il entre au Journal de Rouen en 1922. Il prend la direction du Journal de Normandie à Caen en 1941. Poursuivi en cour de justice comme principal journaliste de ce journal d'Occupation, il est acquitté,.
Suite à son acquittement, il prend la direction en 1946 du Liberté de Normandie puis L'Écho de Normandie. En 1949, il est directeur de rédaction de La Croix du Nord à Lille puis, en 1956, codirecteur de France catholique avec Jean de Fabrègues. Il rédige des ouvrages sur l'histoire de la Seconde Guerre mondiale et de la presse d'Occupation.
Il est membre de la Société des écrivains normands. Il est admis à l'Académie des sciences, belles-lettres et arts de Rouen le 12 mai 1939.
Il est le père de Jacques Nobécourt, un autre historien, Chantal Rivière, Jean Nobécourt, Marie-Catherine Nobécourt, Denis Nobécourt et Brigitte Gouesse.

## Publications
- Un enfant qui demandait du pain, Rouen, Henri Defontaine, 1927, 157 p.
- La Vie d'Armand Carrel, Paris, Gallimard, 1930, 309 p. Prix Thérouanne de l'Académie française en 1931.
- Armand Carrel journaliste (préf. Fortunat Strowski), Rouen, Henri Defontaine, 1935, 214 p.
- Jeunes fronts casqués, Rouen, Henri Defontaine, 1939, 55 p.
- Rouen désolée 1939-1944 (préf. Jean de La Varende), Paris, Médicis, 1949 ; Marseille, Laffitte reprints, 1976, 273 p.  (ISBN 2862761508)
- Les Nourritures normandes d'André Gide, préface de Thierry Maulnier, Paris, Médicis, 1949, 247 p.
- Les Secrets de la propagande en France occupée, Paris, A. Fayard, 1962, 536 p. - Prix Marie-Eugène Simon-Henri-Martin de l’Académie française en 1963.
- Les Fantassins du Chemin des Dames, Paris, Robert Laffont, 1965 ; Bertout, 447 p. ; rééd. Albin Michel, 2013. Prix Louis-Paul-Miller de l’Académie française en 1966.
- L'Année du 11 novembre, Paris, Robert Laffont, 1968. Prix du maréchal-Foch de l’Académie française en 1969.
- Les Soldats de 40 dans la première bataille de Normandie : de la Bresle au Cotentin, Luneray, Bertout, 1986, 397 p. (ISBN 2-86743-045-3)

## Distinctions
- Officier de la Légion d'honneur (1959), chevalier (1928).
- Croix de guerre 1914–1918 (1918)
- Ordre de la Francisque (1943)[5]
- médaille de la Société industrielle de Rouen (1944)[6]
- Croix des services militaires volontaires (1952)